# 松林飯山
松林 飯山（まつばやし はんざん、天保10年2月16日〈1839年3月30日〉 - 慶応3年1月3日〈1867年2月7日〉）は、幕末の大村藩士・儒学者。諱は漸之進、号は飯山、字は伯鴻、通称は廉之助。

## 経歴
父は大村藩医、松林杏哲。筑前国早良郡羽根戸村（現・福岡県福岡市西区）に生まれ、やがて大村藩領蠣浦（現・長崎県西海市）に移った。幼少の頃から神童の誉れが高く、郡奉行に見出され、嘉永3年（1850年）、12歳のときに藩主大村純熈に唐詩選を進講した。これをきっかけに藩士に取り立てられ、藩校五教館の表定詰となった。
嘉永5年（1852年）、純熈にしたがって江戸に出て、安積艮斎の私塾見山楼に入門し、頭角を表し塾生の主席となった。安政4年（1857年）、昌平黌に入学、19歳で助教に任命された。
安政6年（1859年）、大村に戻ると、藩は五教館の祭酒（教授）に任じようとしたが、飯山はこれを辞退し、次席である学頭となった。
万延元年（1860年）8月、純熈の命により大坂に出向き、藩邸に滞在しつつ京都の政情を探索した。大坂では、文久元年（1861年）11月、昌平黌の学友であった松本奎堂（後に天誅組総裁）、岡鹿門（岡千仞）と3人で雙松岡(そうしょうこう)塾を開いたが、勤皇思想の拠点のような観を示したことで、京都所司代から問題視されて塾は5ヶ月で閉鎖し、飯山も大村に戻った。
文久3年（1863年）10月、 五教館の祭酒となった。また、この頃から学問だけでなく、藩政へも参加するようになった。同年12月頃、渡邊清左衛門、渡邊昇、楠本正隆らとともに勤王派を結成したが、これが後に大村三十七士と呼ばれる同盟に発展する。
慶応3年（1867年）1月3日、飯山は自宅近くで襲われ、絶命した。また同日、家老の針尾九左衛門も襲われ重症を負った。事件は佐幕派の犯行とされ、藩士1000人を動員した捜査が行われた。結局切腹2人、獄門・斬首26人という佐幕派の大粛清が行われた（大村騒動）。
明治24年（1891年）、従四位を追贈された。
父　松林杏哲は、飯山の死後の顕彰その他の大村藩士の好意に対して、藩内の鶴亀橋をそれまでの板橋から、石橋に架替えを行い感謝の意を伝えたという。

## 著作等
- 『飯山文存』（1878年(明治11年)、松林義則編)
- 『飯山遺稿』（1919年(大正8年)、野田文之助松雲堂)
- 『松林飯山君五絶』(遺墨、早稲田大学図書館蔵（田中光顕旧蔵）)
- 『松林飯山書簡:森周庵宛』(早稲田大学図書館蔵)

## ゆかりの地
- 松林飯山先生 生誕地碑（福岡市西区羽根戸370付近）

福岡市西区の一乗寺の西にある。早良郡田隈村の医師齊藤義氏が1929年(昭和4年)私費を投じて建立した。飯山の号は生誕地近くの飯盛山からとられた。
- 雙松岡塾跡の碑[5]（大阪市福島区福島1丁目1-60、大阪中之島合同庁舎南東角）

五教館で父が飯山に教えを受けていた楠本長三郎が、大阪帝国大学第2代総長在任中、医学部内に雙松岡塾跡地があることを知り、1943年(昭和18年)、これを顕彰して建立した。大阪大学移転に伴い一旦撤去され大学の倉庫に保管されていたが、2014年(平成26年)に大村高校同窓会によって再建立された。
雙松岡の標札は河野鐵兜が揮毫したもので、岡鹿門の仙台の実家に保存された後、火災により消失したが、長男の岡百世が原寸の模造品を作っていた。
- 松林飯山遭難の碑（長崎県大村市玖島2丁目313）[9]
- 松林飯山の墓（長崎県大村市須田ノ木町無番地）[10]
- 松林飯山碑(長崎県大村市古町1丁目、本経寺前)

飯山自身の書簡の字で「斃れて復起つ」と記されている。1936年（昭和11年）飯山会により建立。
- 松林廉之助碑（京都市東山区清閑寺霊山町1・京都霊山護國神社）

最上段・木戸孝允の墓碑の左側にある。前大邨藩知事従四位　大村純煕書。墓碑の側面に、大和義挙の報に決然これに赴かんとしたが渡辺昇が制止し、その後共に挙藩勤王の活動を起こしたが反対派に暗殺されることが、渡辺昇の撰文により書かれている。
- 松林飯山祖父母之墓（久留米市御井町）

犬養毅の揮毫により大正2年に建てられた祖父母の墓には父杏哲医の出自や飯山の偉磧が記されている。